# Administración Federal de Aviación
La Administración Federal de Aviación (en inglés, Federal Aviation Administration, FAA) es una agencia del gobierno estadounidense cuyas funciones son de regular, monitorear y brindar certificaciones en el sector de la aviación civil de Estados Unidos.

## Historia
Fue fundada en Estados Unidos el 20 de mayo de 1926, para administrar el tráfico aéreo civil. En 1940 el presidente Franklin D. Roosevelt separó sus responsabilidades en dos agencias, la CAA y la CAB, pero en 1958 sus funciones fueron reunidas nuevamente.
Desde el 11 de septiembre de 2001 esta agencia ha estado trabajando conjuntamente con el Departamento Nacional de Seguridad DHS (Department of Homeland Security) para el control de los vuelos y la seguridad en el aire.